# Frederick Lanchester
Pour les articles homonymes, voir Lanchester.
Frederick William Lanchester (23 octobre 1868 à Lewisham – 8 mars 1946 à Birmingham) est un ingénieur autodidacte anglais, auteur d’importantes contributions au génie mécanique, à la construction automobile et à l’aérodynamique. Il est en outre l’un des pères de la recherche opérationnelle.
Pionnier de l'automobile en Grande-Bretagne, il fit de sa passion pour la mécanique une entreprise industrielle prospère, et compte à ce titre au nombre des trois grands noms de l'automobile, aux côtés d’Harry Ricardo et Henry Royce.

## Biographie
Lanchester, quatrième des huit enfants de l'architecte Henry Jones Lanchester, naquit à Lewisham, un faubourg de Londres. Sa famille déménagea l'année suivante à Brighton, et le jeune Frederick y effectua ses études primaires et élémentaires sans se distinguer particulièrement. Il ne parvint pas à obtenir de bourse pour poursuivre ses études à l'Institution Hartley de Southampton, et il lui fallut attendre encore trois ans avant de disposer d'une bourse pour l'actuel Imperial College de Kensington. Il prolongea sa formation en génie mécanique en suivant les cours du soir de la Finsbury Technical School, malheureusement sans en retirer aucun diplôme.
À l'issue de ses études en 1888, il s'engagea comme projeteur au Bureau des brevets pour £3 par semaine. À cette époque il déposa un brevet pour un « isométrographe », instrument de dessin permettant de hachurer et ombrer les contours.
En 1919, Lanchester épousa Dorothea Cooper, fille du vicaire de Field Broughton dans le Lancashire. Le couple déménagea à Londres au 41 Bedford Square, puis en 1924 Lanchester fit construire une maison selon ses propres plans (Dyott End) à Oxford Road, dans le faubourg Moseley de Birmingham où ils passèrent le reste de leur vie ; le couple n'eut pas d'enfant.
Lanchester fut élu Fellow de la Royal Society en 1922, et en 1926, la Royal Aeronautical Society l'élut membre et lui décerna sa médaille d'or.
En 1925, Lanchester lança son propre bureau d'études, Lanchester Laboratories Ltd. Il y développa un récepteur radio moderne et un haut-parleur de gramophone, mais dans le contexte de la crise de 1929, ce furent des échecs commerciaux. Il redoubla alors d'efforts, mais succomba au surmenage en 1934 et dut mettre un terme à son entreprise. On lui diagnostiqua la maladie de Parkinson mais ce qui le meurtrit le plus, ce fut que cette affection, ainsi qu'une cataracte qui touchait ses deux yeux, l'empêcha de jouer tout rôle officiel pendant la Seconde Guerre mondiale.
En 1941, il reçut la médaille d'or de l'Institution of Civil Engineers puis en 1945 celle de l'Institution of Mechanical Engineers (en).
Bien qu'il doive l'essentiel de sa célébrité à ses talents d'ingénieur, Frederick Lanchester avait plusieurs cordes à son arc, et notamment avait une belle voix. Il publia deux recueils de poésie sous le pseudonyme de Paul Netherton-Herries.
Lanchester, qui n'avait jamais vraiment été un homme d'affaires, passa la fin de sa vie dans la misère, et seule la charité lui permit de demeurer dans sa maison de Dyott End jusqu'à la fin.

## Œuvre

### Moteurs à gaz

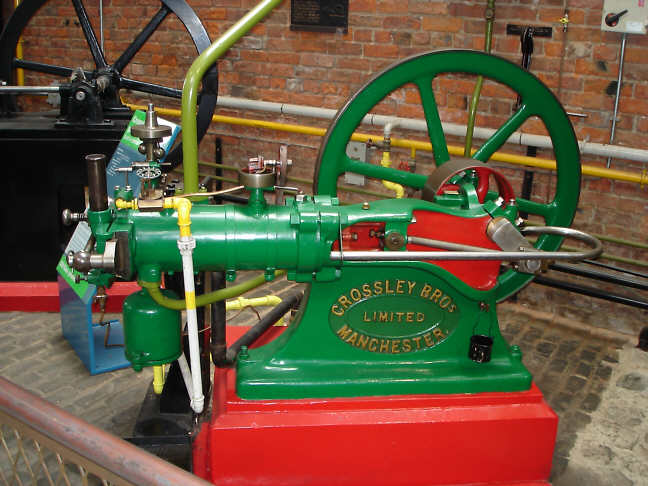
Un moteur Crossley de 0.5 CV (1884).

À la fin de 1888, Lanchester se mit à travailler comme directeur de production adjoint pour la Forward Gas Engine Co. de Saltley à Birmingham. Son contrat de travail stipulait que toute amélioration technique qu'il apporterait devenait immédiatement propriété intellectuelle de son employeur. Lanchester récusa cette clause au moment de signer son embauche ; acte prémonitoire, car dès 1889 il inventait et breveta un régulateur à boules pour éviter l'emballement des moteurs, qui lui rapportait 10 shillings de royalties pour chaque exemplaire installé sur un moteur direct. En 1890, il breveta un accéléromètre à boules, pour enregistrer l’accélération et le freinage des véhicules sur route et sur rail.
À la mort du directeur de production, on pressentit Lanchester pour la place. Ce dernier conçut alors un nouveau moteur à gaz de plus grandes dimensions et de puissance supérieure à tout ce qu’avait construit la société jusque-là. C'était un moteur vertical muni d'une soupape horizontale, opposée pour l'admission et l'échappement. D’un très faible taux de compression, ce moteur était particulièrement économique.
En 1890, Lanchester breveta un démarreur automatique pour les moteurs à gaz. Plus tard, il vendit les droits de son invention pour Crossley Gas Engine Co. pour une coquette somme.
Il louait un petit atelier non loin de ceux de la Forward Co. et y développait ses propres prototypes, dont un petit moteur à gaz monocylindre vertical de 2,2 kW, tournant à 600 tr/min. En prise directe avec une dynamo, Lanchester l'utilisait pour éclairer les bureaux et une partie de l'usine de  la Forward Co.

### Moteurs à essence
Lanchester commença à se lasser des restrictions que son travail de directeur de production imposait à ses expérimentations. C'est pourquoi il démissionna de son poste en 1893, et recommanda à sa place son frère cadet George. Vers la même époque, il développa un second moteur semblable au précédent, mais alimenté au benzène et tournant à 800 tr/min. Un élément essentiel de ce prototype était le carburateur à mèches (breveté en 1905), assurant un mélange correct du combustible et de l'oxygène de l'air : le carburant était vaporisé depuis l'extrémité de plusieurs mèches.
Lanchester testa son moteur sur un prototype de bateau muni d’une roue à aubes, qu'il assembla dans son jardin d’Olton (en) (Warwickshire). Le navire fut mis à l'eau depuis la rampe de Salter’s slipway à Oxford en 1904 : c'était le premier bateau à moteur à essence construit en Angleterre.

### Voitures

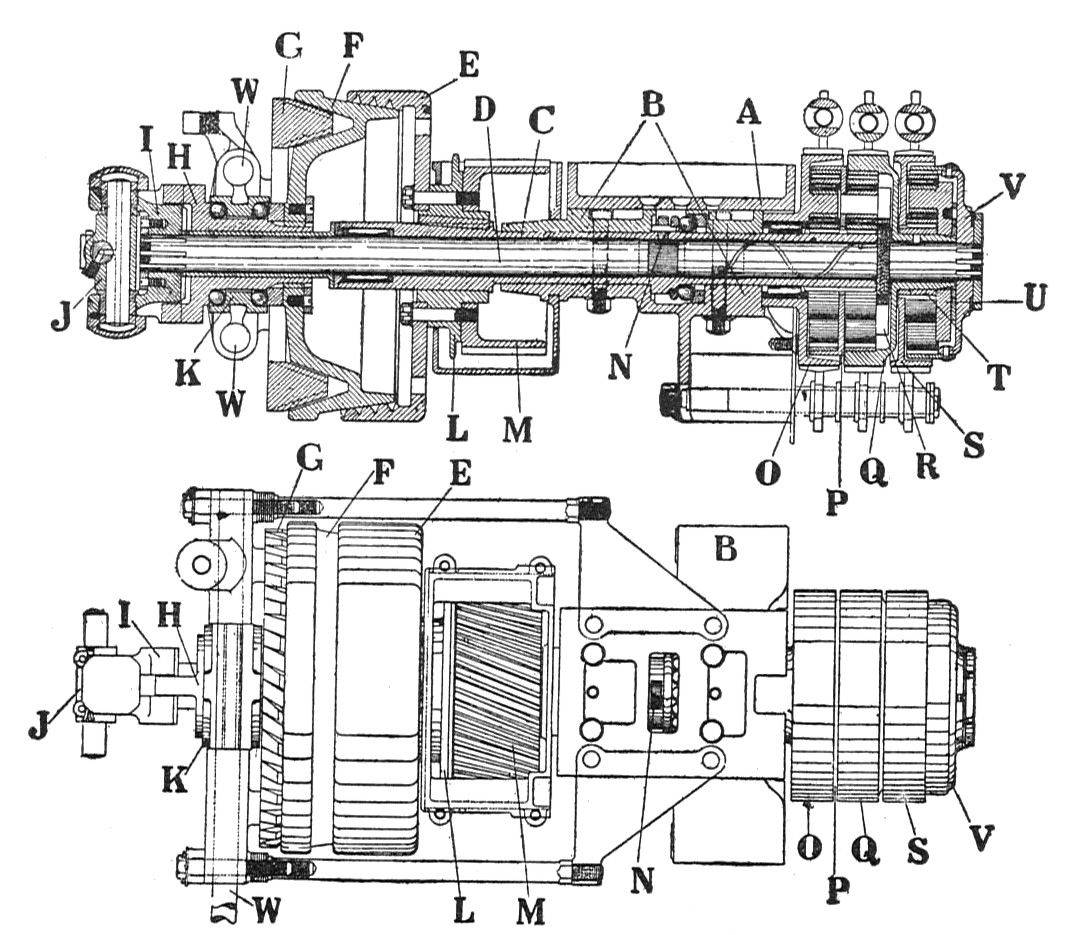
Plans de l’embrayage Lanchester à train épicycloïdal, d'après The Book of the Motor Car de Rankin Kennedy (1912).

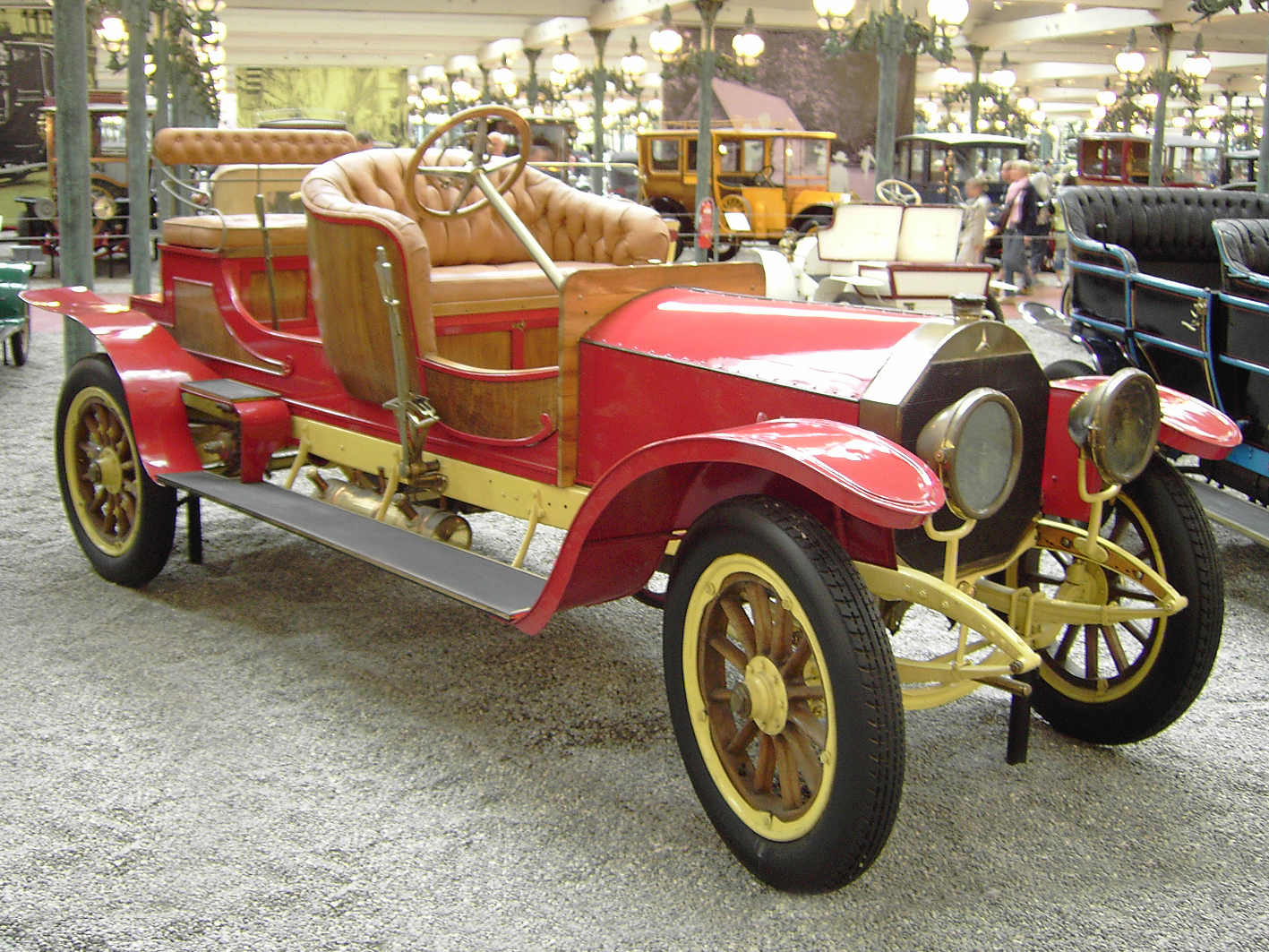
Une Phaeton, modèle Daimler de 1905.

Ayant équipé un bateau d'un moteur à essence, il était logique que Lanchester se tourne désormais vers les véhicules routiers. Il se proposa de construire une voiture à quatre roues, mue par un moteur à pétrole d'une puissance de 3,7 kW, avec deux vilebrequins antagonistes pour lui donner une souplesse maximum, et un refroidissement à air dont les ventelles étaient commandées depuis le volant. Sa boîte de vitesses à train épicycloïdal révolutionnaire (des années avant son adoption par Ford) permettait d'embrayer entre deux vitesses et une marche arrière, les roues arrière étant entraînées par des chaînes. Ce véhicule, avec son carénage en forme de noisette, comportait trois places côte à côte (en comparaison, le tricycle de Rudolf Egg était équipé d'un moteur de Dion-Bouton de 3 ch de 402 cm3) et atteignait une vitesse de 40 km/h, alors que celui de Léon Bollée, avec son moteur original de 1,9 kW de 650 cm3, dépassait les 50 km/h. 
La voiture de Lanchester, entièrement montée en 1895, effectua ses premiers essais en 1896, sans donner entière satisfaction à cause de la puissance insuffisante du moteur et de problèmes de transmission. Lanchester développa donc un nouveau moteur de 8 ch de 2 895 cm3, à refroidissement à air, à deux cylindres opposés, mais toujours avec deux vilebrequins. Il remania sa boîte à train épicycloïdal pour l'adapter à ce moteur. Un arbre connectait la boîte de vitesses au pont moteur. La voiture de 1895 fut équipée de ce moteur et d'une nouvelle transmission.
Alors qu'il améliorait son prototype, Lanchester déménagea dans des locaux plus vastes à Ladywood Road (Birmingham), et dut vendre sa maison pour trouver les fonds suffisants lui permettant de poursuivre ses recherches. Il parvint ainsi à assembler en 1898 une deuxième voiture, dotée du même moteur et de la même transmission, mais d'une suspension cantilever entièrement originale. Ce véhicule, passé à la postérité sous le nom Phaeton (le nom sera repris bien plus tard par Volkswagen), gagna la médaille d’or au meeting automobile de Richmond pour sa conception novatrice et ses performances.
En 1898, Lanchester mit au point une version  à refroidissement à eau de son moteur de 8 ch, et en équipa un bateau à hélice. En 1900, la Phaeton fut engagée aux 1 000 Miles du Royal Automobile Club et termina la course sans aucune panne.

### «Lanchester Engine Company»
En 1899, Lanchester s'associa à ses frères pour former la Lanchester Engine Company, destinée à livrer des voitures « grand public ». Il racheta à Birmingham une usine de Montgomery Street, les Armourer Works. Là, il mit au point un nouveau moteur de 10 ch à cylindres jumelés, choisit une vis sans fin pour la transmission et conçut un tour à usiner pour les pas de vis. Il breveta en 1905 cette dernière machine, qui devait produire toutes les transmissions de Lanchester pendant 25 ans. Lanchester substitua également aux coupleurs à clef traditionnels des coupleurs à joints souples. 
L'arbre arrière était doté de roulement à billes pour lequel Lanchester développa également une machine-outil. Le moteur se trouvait entre les deux places avant (et non à l'avant du véhicule), et la direction était assurée, non par un volant directionnel, mais par un levier latéral. Pour le freinage, la transmission comportait enfin un système similaire au frein à disque moderne, agissant directement au niveau de l'embrayage plutôt qu'au niveau des roues elles-mêmes.
La nouvelle 10 CV fut mise sur le marché en 1901 et continua d'être produite jusqu'en 1905, à quelques modifications mineures près. Lanchester fit connaissance avec l'écrivain Rudyard Kipling et l'invitait régulièrement à essayer ses derniers modèles. En 1905, Lanchester fabriqua un moteur quatre-cylindres de 20 CV, et en 1906 un six-cylindres de 28 CV. Soucieux de limiter le bruit et les vibrations, il dota le vilebrequin d'un amortisseur à torsion et d’une masselotte pour l’équilibrage, qu'il breveta tous deux.
La Lanchester Engine Co. avait commercialisé plus de 350 voitures de tous types lorsqu'en 1904 elle fit faillite. Immédiatement ressuscitée sous le nom de Lanchester Motor Co., elle vit la nomination d'un nouveau directoire, dont Lanchester, désillusionné sur les délégations qu'il avait jusque-là accordées, s'improvisa le conseiller technique, pour finalement devenir directeur général en 1910. Ses frères George et Frank endossèrent pour leur part les responsabilités techniques et financières de l'entreprise. En 1909, Lanchester fut aussi recruté comme conseiller technique pour la Daimler Motor Company, pour laquelle il mit au point un moteur hybride destiné aux bus à impériale, et par la suite, il entra aussi au service de la Birmingham Small Arms.
Au cours de cette période, il s'intéressa au circuit d'injection, testa les possibilités offertes par les turbocompresseurs, imposa définitivement l'usage du volant pour la direction en 1907 et l'usage de la pédale pour l'accélérateur (jusque-là, l'accélérateur pouvait se bloquer en cas de panne!). Il fut le premier à utiliser des roues démontables, des roulements lubrifiés à l'huile, des soupapes en acier, une segmentation des pistons et des bielles creuses.

### Aéronautique
Lanchester s'était intéressé à l’aéronautique dès 1892, c'est-à-dire onze ans avant les premiers vols véritables de « plus lourds que l'air ». Alors qu'il traversait l’Océan Atlantique pour se rendre aux États-Unis, Lanchester observa le vol des goélands, fasciné par la façon dont ils planaient avec une économie remarquable de mouvements. Il effectua des mesures sur plusieurs oiseaux pour relier la position du centre de gravité à celle du centre de poussée, et formula une théorie originale du vol, dite théorie de la circulation, qui est l'une des sources de la théorie moderne des profils aérodynamiques. En 1894, Lanchester éprouva sa théorie sur plusieurs modèles réduits, et en 1897, il tenta sans succès de faire valoir ses résultats à la Physical Society dans un article intitulé The soaring of birds and the possibilities of mechanical flight. 
Lanchester comprit que le vol artificiel exigeait un moteur avec un rapport puissance/poids très supérieur à ce qui existait à ce moment, mais ne trouva pas d'investisseur. Découragé par l'attitude des savants et des banquiers, il se consacra tout entier à la construction automobile pour les dix années qui suivirent, et ce n'est qu'en 1907 qu'il publia ses idées dans un ouvrage en deux volumes intitulé Aerial Flight : on y trouve un modèle des tourbillons autour d'une ailes qui fournit la première description complète des forces de poussée et de traînée. Cet ouvrage, passé inaperçu en Grande-Bretagne, connut une certaine diffusion en Allemagne, où l'ingénieur Ludwig Prandtl établit sur des bases mathématiques la théorie des tourbillons de Lanchester. Le second volume, consacré à la stabilité des avions (aérodonétique), exposait la « théorie phugoïde » de Lanchester, qui explique les oscillations et les trous d'air. Le rôle pionnier de Lanchester en aéronautique ne fut reconnu qu'après sa mort.
En 1909, le Premier ministre du Royaume-Uni, Lord Asquith, réunit un Royal Advisory Committee on Aeronautics, dont Lanchester était membre. Lanchester vit que l'aviation allait jouer un rôle croissant dans les affaires militaires, contrairement à ce que pensait le Haut-Commandement, imbu de tradition militaire.

### Lois de puissance de Lanchester
Au cours de la Première Guerre mondiale, Lanchester s'intéressa particulièrement aux conditions du combat aérien. En 1916 il exposa ses vues sur la question dans un ouvrage intitulé Aircraft in Warfare: the Dawn of the Fourth Arm ; on y trouve la description d'un système d’équations différentielles, connu aujourd'hui sous le nom de lois de Lanchester. Ces lois décrivent la façon dont deux escadres s'affaiblissent mutuellement en combat (phénomène dit d’« attrition »), et expliquent en quoi la capacité des armements modernes à opérer à longue distance bouleverse la nature des conflits : naguère, une force deux fois supérieure occasionnait des dégâts doubles ; mais des armes attaquant à distance peuvent viser plusieurs cibles à la fois, et essuyer le feu de plusieurs batteries différentes : Lanchester démontre que les dégâts sont dans ce cas proportionnels au carré de la taille des effectifs,.
Les lois de Lanchester furent d'abord employées aux États-Unis pour des applications à la logistique, avant de donner naissance aux méthodes de la recherche opérationnelle.

### Activité industrielle de l'après-guerre
Après la Grande Guerre, la compagnie mit sur le marché la Forty, rivale assez conventionnelle de la 40/50 CV de Rolls-Royce; en 1924 on lui adjoignit un moteur de 18 CV à arbre à six cames en tête. En 1921, Lanchester fut le premier constructeur à exporter des voitures à conduite à gauche. Il fut aussi le premier à utiliser des pare-brises en verre teinté. Au Rallie de Southport en 1928, il inaugura un moteur à cylindre en ligne de 4 440 cm3 toujours avec arbre à cames en tête : ce devait être la dernière « véritable » Lanchester, puisqu'en 1931 la société fut rachetée par B.S.A., propriétaire de la Daimler Motor Company depuis 1909. Jusqu’en 1956, les Lanchester seront assemblées dans l'usine Daimler de Coventry à côté des autres modèles de la marque Daimler.

## Postérité scientifique de Lanchester
Considéré par ses pairs comme un homme aux intuitions géniales, Lanchester n'eut jamais le sens des affaires qui lui aurait permis de valoriser son inventivité. Et tandis que James Watt avait trouvé en Matthew Boulton un associé avisé capable de se charger des questions commerciales, Lanchester était seul. Le plus souvent, il ne parvint pas à trouver le soutien financier qui lui aurait permis de faire valoir ses idées et de poursuivre ses recherches comme il l'aurait voulu. Peu de savants ont apporté autant de contributions à des domaines d'activité aussi divers que lui. Il aura écrit plus de soixante articles pour différentes institutions ou associations professionnelles, couronné de multiples fois par des sociétés savantes.

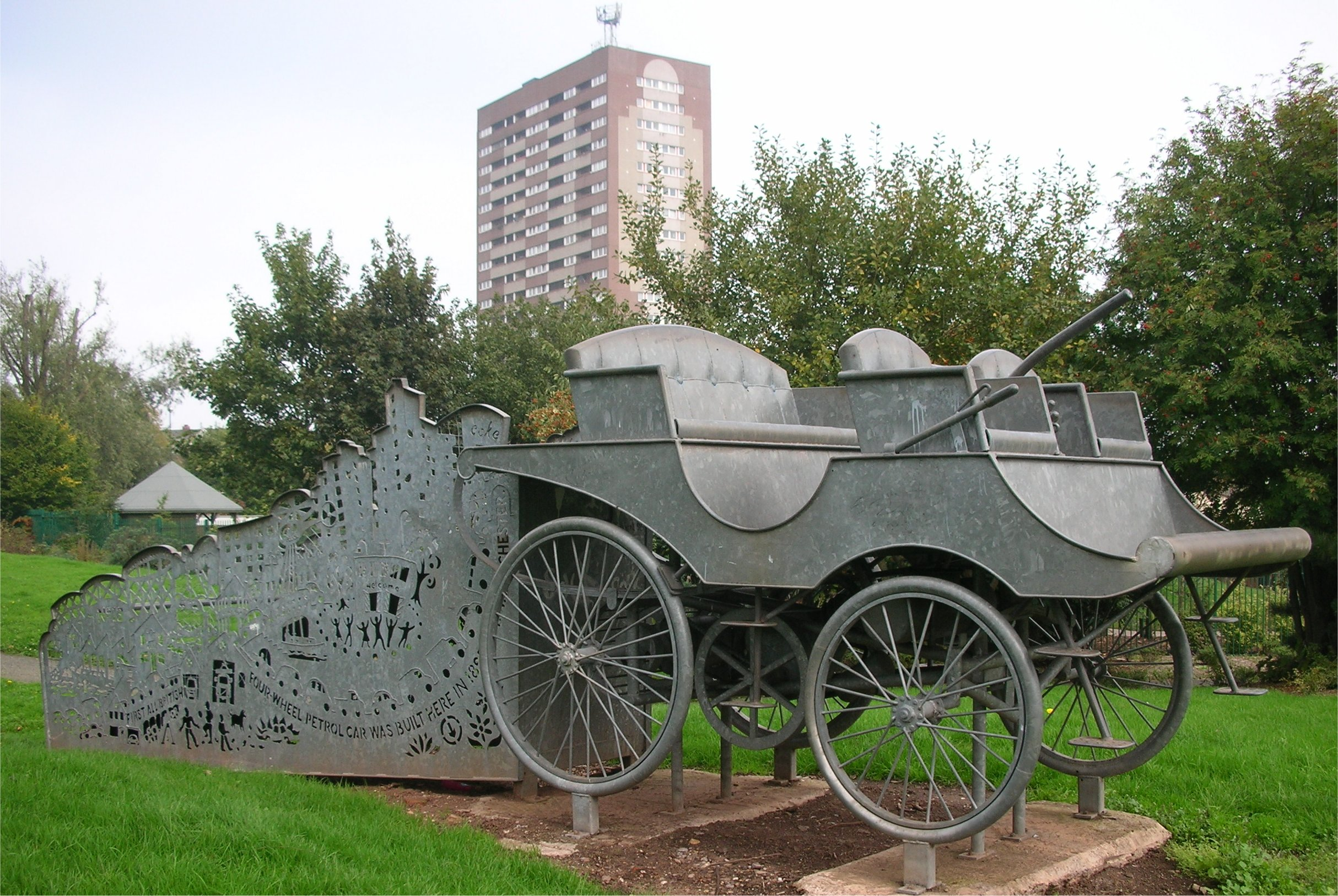
Le Lanchester Car Monument occupe le site de lancement de la première automobile moderne.

Une sculpture en plein air, le Lanchester Car Monument dans le quartier de Bloomsbury à Birmingham, conçue par Tim Tolkien, occupe le site où la Lanchester Co. testa la première voiture à essence à quatre roues en 1895. Elle fut inaugurée en 1995 pour le rallye du Centenaire par la propre fille de Frank Lanchester, Marjorie Bingeman, et par son biographe Chris Clark. 
Depuis 1970, plusieurs lycées de Coventry ont fusionné pour donner naissance au Coventry Lanchester Polytechnic, devenue même à présent l’Université de Coventry.

## Voir également